# Enrico Ney

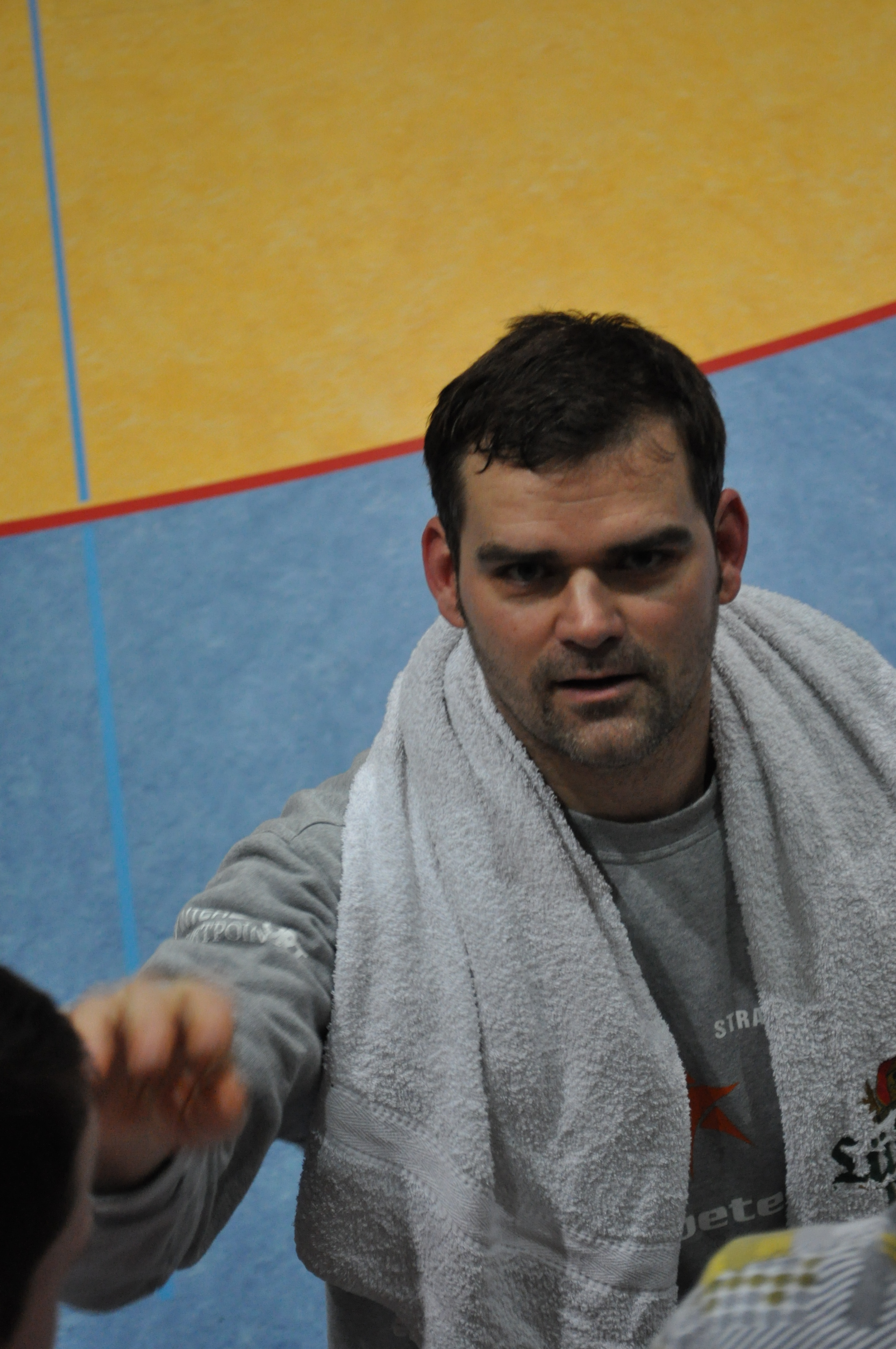
Enrico Ney (2010)

Enrico Ney (* 23. Juli 1973 in Stralsund) ist ein ehemaliger deutscher Handballtorwart.
Nach dem Schulbesuch in Stralsund lernte er den Beruf eines Kraftfahrzeug-Elektrikers.
Der 1,96 Meter große Enrico Ney spielte ab 1992 beim TSV 1860 Stralsund bzw. beim Stralsunder HV auch in der 1. Handball-Bundesliga. Ab dem Jahr 2004 spielte er beim HSV Blau Weiß Insel Usedom und in der Saison 2005/2006 beim HSV Peenetal Loitz; in der Saison 2009/2010 war er wieder für den Stralsunder HV aktiv; er beendete seine Karriere nach der Saison 2010/2011 in Stralsund. Vom Stralsunder HV wurde er im September 2014 nochmals in die erste Mannschaft berufen. Er trainiert beim Stralsunder HV nebenberuflich den Nachwuchs auf der Position Torwart.
Sein Bruder Sylvio Ney spielte ebenfalls beim Stralsunder HV.